# Jugoslawische Eishockeyliga 1984/85
Die Saison 1984/85 war die 43. Spielzeit der jugoslawischen Eishockeyliga, der höchsten jugoslawischen Eishockeyspielklasse. Meister wurde zum insgesamt 21. Mal in der Vereinsgeschichte der HK Jesenice.

## Modus
In der Hauptrunde absolvierte jede der acht Mannschaften insgesamt 14 Spiele. Die vier bestplatzierten Mannschaften der Hauptrunde qualifizierten sich für die Finalrunde, deren beiden Erstplatzierten sich wiederum für das Meisterschaftsfinale qualifizierten. Die übrigen vier Hauptrunden-Mannschaften bestritten eine Platzierungsrunde um Platz 5. Für einen Sieg erhielt jede Mannschaft zwei Punkte, bei einem Unentschieden gab es einen Punkt und bei einer Niederlage null Punkte.

## Hauptrunde

### Tabelle
|    | Klub                   | Sp | T   | GT  | Punkte |
| -- | ---------------------- | -- | --- | --- | ------ |
| 1. | HK Roter Stern Belgrad | 14 | 120 | 37  | 27     |
| 2. | HK Jesenice            | 14 | 109 | 36  | 24     |
| 3. | HK Olimpija Ljubljana  | 14 | 99  | 42  | 20     |
| 4. | HK Kranjska Gora       | 14 | 57  | 73  | 14     |
| 5. | HK Partizan Belgrad    | 14 | 57  | 88  | 12     |
| 6. | HK Vojvodina Novi Sad  | 14 | 57  | 75  | 10     |
| 7. | HK Celje               | 14 | 41  | 90  | 4      |
| 8. | KHL Medveščak Zagreb   | 14 | 33  | 132 | 1      |

Sp = Spiele, S = Siege, U = Unentschieden, N = Niederlagen

## Zweite Saisonphase

### Platzierungsrunde um Platz 5
|    | Klub                  | Sp | T  | GT | Punkte |
| -- | --------------------- | -- | -- | -- | ------ |
| 5. | HK Vojvodina Novi Sad | 6  | 33 | 31 | 11     |
| 6. | HK Partizan Belgrad   | 6  | 35 | 33 | 9      |
| 7. | HK Celje              | 6  | 29 | 27 | 6      |
| 8. | KHL Medveščak Zagreb  | 6  | 21 | 27 | 6      |

Sp = Spiele, S = Siege, U = Unentschieden, N = Niederlagen

### Finalrunde
|    | Klub                   | Sp | T  | GT  | Punkte |
| -- | ---------------------- | -- | -- | --- | ------ |
| 1. | HK Jesenice            | 12 | 82 | 36  | 21     |
| 2. | HK Roter Stern Belgrad | 12 | 83 | 64  | 19     |
| 3. | HK Olimpija Ljubljana  | 12 | 70 | 65  | 13     |
| 4. | HK Kranjska Gora       | 12 | 49 | 119 | 5      |

Sp = Spiele, S = Siege, U = Unentschieden, N = Niederlagen

#### Meisterschaftsfinale
- HK Jesenice – HK Roter Stern Belgrad 3:0 (9:6, 9:2, 8:5)